# Christopher Shaman Abba
Christopher Shaman Abba (* 20. Dezember 1935 in Mabushi, Kaduna, Nigeria; † 9. Januar 2010 in Yola, Adamawa, Nigeria) war römisch-katholischer Bischof von Yola.

## Leben
Christopher Shaman Abba, Sohn einer nigerianischen Bauernfamilie, empfing am 16. Dezember 1966 die Priesterweihe. Er absolvierte ab 1972 ein Promotionsstudium in Systematischer Theologie am St. Mary’s Seminary and University in Baltimore, dem ältesten Priesterseminar der Vereinigten Staaten. Er war in der 169-jährigen Geschichte der erste Student, der zum Bischof berufen wurde.
Papst Paul VI. ernannte ihn 1973 zum ersten Bischof von Minna. Die Bischofsweihe spendete ihm Peter Yariyok Jatau, Koadjutorerzbischof von Kaduna; Mitkonsekratoren waren Alexius Obabu Makozi, Bischof von Lokoja, und Felix Alaba Adeosin Job, Bischof von Ibadan. 1996 ernannte Papst Johannes Paul II. ihn zum Bischof von Yola. Er starb im Amt.